# Агата, през цялото време
„Агата, през цялото време“ (на английски: Agatha All Along) е американски минисериал, създаден от Джак Шейфър.
Базиран е върху едноименния персонаж на Марвел Комикс. Сериалът излиза по „Дисни+“ на 18 септември 2024 г. и проследява титулярната героиня след събитията в Уандавижън. Сериалът е част от Киновселената на Марвел.
Това е единадесетият сериал от Марвел Студиос и е част от Пета фаза.

## Главни герои
- Катрин Хан – Агата Харкнес / Агнес О'Конър
- Джо Лок – Уилям Каплан / Били Максомоф / Тийн
- Обри Плаза – Рио Видал / Смърт
- Сашир Замата – Дженифър Кейл
- Али Ан – Алис Ву-Гъливър
- Пати ЛюПон – Лилия Калдеру
- Дебра Джо Ръп – Шарън Дейвис / „Г-жа Харт“
- Мария Диция – Ребека Каплан
- Пол Аделстейн – Джеф Каплан
- Майлс Гитерез-Райли – Еди
- Оквуи Окпоквасили – Вертиго

## Гостуващи герои
- Евън Питърс – Ралф Бонър
- Ема Кофилд – Доти
- Дейвид Пейтън – Хърб
- Дейвид Ленгел – Фил
- Асиф Али – Норм
- Амос Глик – Денис
- Кейт Форбс – Еванора Харкнес
- Елизабет Анвайс – Лорна Ву
- Лора Бокалети – Маестра
- Ейбъл Лисенко – Никълъс Скрач

## Епизоди
| № | # | Заглавие                                                                                                 | Режисура        | Сценарий                   | Първо излъчване      | Първо излъчване      | Рейтинг (в милиони) |
| --- | - | --- | --------------- | -------------------------- | -------------------- | -------------------- | ------------------- |
| 1 | 1 | Търсиш пътя ("Seekest Thou the Road")                                                                    | Джак Шейфър     | Джак Шейфър                | 18 септември 2024 г. | 18 септември 2024 г. | Излъчен онлайн      |
| Три години след загубата си от Алената вещица в Уествю Агата Харкнес е в плен на заклинанието на Уанда. Попаднала в ролята на детектив Агнес О'Конър, тя разследва убийството на неизвестна жертва. Агнес залавя крадец в дома си, който търси „Пътя“. Рио Видал, агент от ФБР, се включва в разследването и подтиква Агнес да си спомни своята истинска самоличност. Събуждайки се от магията, Агата установява, че силите ѝ са изчезнали, а Рио, с която имат дълга история, е дошла да я убие. Рио пощадява Агата, но предупреждава, че Салемските седем скоро ще я потърсят. Агата се двоуми относно „Пубер“, когото е похитила по време на магията на Уанда. |   | |                 |                            |                      |                      |                     |
| 2 | 2 | Кръг, съшит със съдбата / Отключи твоята скрита порта ("Circle Sewn with Fate / Unlock Thy Hidden Gate") | Джак Шейфър     | Лаура Дони                 | 18 септември 2024 г. | 18 септември 2024 г. | Излъчен онлайн      |
| Пубер разкрива, че е освободил Агата от заклинанието на Уанда, защото издирва Пътя на вещиците – мистериозно измерение, което сбъдва най-съкровените желания на онези, които оцелеят изпитанията. Агата осъзнава, че магия пречи на момчето да разкрива информация за себе си. Тъй като е необходимо сборище, за да се отвори портал към Пътя, двамата вербуват Лилия Калдеру, Дженифър Кейл и Алис Ву-Гъливър, както и местната градинарка Шарън Дейвис. Четирите вещици и г-жа Дейвис изпълняват ритуал за призоваване на Пътя и се измъкват на косъм от Салемските седем заедно с Пубер, като поемат по Пътя на вещиците. |   | |                 |                            |                      |                      |                     |
| 3 | 3 | През много мили с трикове и изпитания ("Through Many Miles of Tricks and Trials")                        | Рейчъл Голдбърг | Камрън Скуейрс             | 25 септември 2024 г. | 25 септември 2024 г. | Излъчен онлайн      |
| Агата съобщава на сборището, че им предстоят изпитания, съсредоточени върху всяко от индивидуалните им умения. Първото изпитание се развива в къща, където всички освен Пубер отпиват от отровено вино. Докато приготвят антидот, вещиците халюцинират мрачни моменти от миналото си, а Шарън изпада в безсъзнание. Къщата се озовава под вода и вещиците завършват антидота в последния момент. Измъкват се през тунел, който се материализира в кухненската фурна, но докато се съзвемат, Пубер осъзнава, че Шарън е мъртва. |   | |                 |                            |                      |                      |                     |
| 4 | 4 | Ако не мога да те достигна / Нека моята песен те научи ("If I Can't Reach You / Let My Song Teach You")  | Рейчъл Голдбърг | Джиована Саркуис           | 2 октомври 2024 г.   | 2 октомври 2024 г.   | Излъчен онлайн      |
| След като погребват Шарън, вещиците призовават нова зелена вещица – Рио. Сборището влиза в къща, наподобяваща студиото на Лорна Ву – майката на Алис. Докато Рио и Агата обсъждат целите си, Пубер пуска плоча, която призовава демон-проклятие, тормозещ рода на Алис от поколения. За да го надвият, вещиците свирят Баладата за Пътя като защитно заклинание. Алис унищожава демона, но Пубер е ранен. Обратно на Пътя, Дженифър успява да изцели раната му. По-късно, Агата се опитва да целуне Рио, но Рио ѝ съобщава, че Пубер не е неин син. |   | |                 |                            |                      |                      |                     |
| 5 | 5 | Най-мрачният час / Събужда силата ти ("Darkest Hour / Wake Thy Power")                                   | Рейчъл Голдбърг | Лаура Монти                | 9 октомври 2024 г.   | 9 октомври 2024 г.   | Излъчен онлайн      |
| Салемските седем застигат вещиците, които с помощта на летящи метли достигат следващото изпитание. Там използват спиритична дъска, за да се свържат с Еванора Харкнес – майката на Агата, станала нейна жертва заедно с цялото си сборище. Когато Еванора обладава дъщеря си, Алис използва силите си, за да я отблъсне, но Агата открадва енергията ѝ и я убива. Разгневен, Пубер чрез магия „запраща вещиците в кално брато. Докато те потъват, на главата му се появява корона, подобна на тази на Алената вещица. |   | |                 |                            |                      |                      |                     |
| 6 | 6 | Познатият до теб ("Familiar by Thy Side")                                                                | Ганджа Монтейро | Джейсън Ростовски          | 16 октомври 2024 г.  | 16 октомври 2024 г.  | Излъчен онлайн      |
| В миналото си Пубер е бил момче от Ийствю на име Уилям Каплан. Лилия му поставя заклинание, което пази самоличността му от всички вещици. Докато шофират край Уействю, родителите на Уилям катастрофират и той загива, но в тялото му се вселява душата на Били Максимов. „Уилям“ изпитва затруднения да се върне към предишния си живот, тъй като е изгубил спомените си. Три години по-късно, Уилям и приятелят му Еди се срещат с Ралф Бонър, който е бил под контрола на Агата по време на заклинанието на Уанда. От разказа на Бонър Уилям осъзнава, че е Били Максимов. Решен да използва Пътя на вещиците, за да открие Томи, Били спасява Агата от заклинанието на Уанда. В настоящето Агата отгатва целите на Били и двамата продължават по Пътя заедно.                                                                                         |   | |                 |                            |                      |                      |                     |
| 7 | 7 | Ръката на Смъртта в моята ("Death's Hand in Mine")                                                       | Джак Шейфър     | Джиа Кинг и Камрън Скуейрс | 23 октомври 2024 г.  | 23 октомври 2024 г.  | Излъчен онлайн      |
| Агата и Били се натъкват на средновековен замък. На масата откриват поставени карти Таро, от чиято правилна подредба зависи изходът от изпитанието. Спомени от първия урок по ясновидство на Лилия разкриват, че тя изживява живота си в разбъркана хронология. След като пропада в блатото, Лилия разбира, че Рио е Смъртта. Лилия и Дженифър се присъединяват към Агата и Били в изпитанието. Лилия поставя картите Таро в правилна подредба и спасява всички. Тя остава сама в залата, за да се изправи срещу Салемските седем. Преобръща гравитацията и бива прободена от мечовете на тавана заедно със Седемте. В последната сцена младата Лилия започва първия си урок по ясновидство. |   | |                 |                            |                      |                      |                     |
| 8 | 8 | Следвай ме, приятелю мой / За славата в края ("Follow Me My Friend / To Glory at the End")               | Ганджа Монтейро | Питър Камерън              | 30 октомври 2024 г.  | 30 октомври 2024 г.  | Излъчен онлайн      |
| След като изпровожда духа на Алис към отвъдното, Рио се съгласява да остави Агата намира, стига тя да ѝ предаде Били. Агата, Дженифър и Били се пренасят в морга за последното изпитание. Дженифър научава, че Агата е заключила силата ѝ преди век, и извършва ритуал за освобождаване, преди да изчезне от Пътя. Агата помага на Били да открие душата на Томи и Били я полага в тялото на давещо се момче. Били също изчезва, а Агата завършва изпитанието сама. Озовава се в задния двор на къщата си, където е нападната от Рио. Били се намесва и заема на Агата от собствената си сила, но Рио ги заставя да изберат кой от двама им да дойде с нея. Агата целува Рио и умира, а Рио пуска Били да си върви. Насаме в стаята си, Били осъзнава, че много от предметите в нея съвпадат с различни аспекти от Пътя. Зад него отеква смехът на Агата. |   | |                 |                            |                      |                      |                     |
| 9 | 9 | Девица, майка, старица ("Maiden Mother Crone")                                                           | Ганджа Монтейро | Джак Шейфър и Лаура Дони   | 30 октомври 2024 г.  | 30 октомври 2024 г.  | Излъчен онлайн      |
| През 1750-та година Агата ражда Никълъс. Смъртта се появява, за да прибере бебето, но Агата я умолява да размисли. Смъртта склонява, но предупреждава, че ще се върне да вземе детето след време. През следващите шест години Агата отглежда сина си, докато убива вещици. Заедно измислят детска песен, която след време се превръща в Баладата за Пътя на вещиците. Никълъс се разболява и Смъртта го прибира. Векове наред Агата мами вещици с легендата за Пътя и краде силите им. В настоящето Агата се явява на Били като призрак и разкрива, че Били е създал Пътя чрез магията си. Били се завръща в Уествю и прави опит да прогони Агата, но в крайна сметка двамата решават да открият Томи заедно. |   | |                 |                            |                      |                      |                     |